# Kurt Freiherr von Liebenstein
Karl Otto Kurt Freiherr von Liebenstein (* 28. Februar 1899 in Horb am Neckar; † 2. August 1975 in Jebenhausen) war ein deutscher Generalmajor der Wehrmacht und später der Bundeswehr.

## Leben
Kurt war der Sohn des württembergischen Amtsrichters Karl von Liebenstein (1855–1903) und dessen Ehefrau Maria, geborene Moser.
Nach dem Besuch des humanistischen Karls-Gymnasium in Stuttgart trat Liebenstein während des Ersten Weltkriegs am 20. Dezember 1916 der Württembergischen Armee bei, absolvierte eine mehrmonatige Grundausbildung und im Anschluss daran einen Fähnrichlehrgang. Am 16. Februar 1918 erfolgte die Beförderung zum Leutnant und seine Verwendung als Zugführer im Dragoner-Regiment „König“ (2. Württembergisches) Nr. 26 an der Front. Im September 1918 geriet er in englische Kriegsgefangenschaft, aus der Liebenstein Ende Dezember 1919 entlassen wurde.
Nach seiner Entlassung blieb er im aktiven Dienst und wurde in die Reichswehr übernommen, wo er zwischen 1920 und 1930 verschiedene Verwendungen als Zugführer im 18. Reiter-Regiment fand und für zwei Jahre zur Kavallerieschule Hannover abkommandiert war. Ab Oktober 1930 absolvierte er eine zweijährige Führergehilfenausbildung im Stab der 7. Division, der sich ein Generalstabslehrgang an der Kriegsakademie in Berlin-Moabit anschloss. Im Mai 1933 folgte die Beförderung zum Hauptmann sowie verschiedene Verwendungen als Sachbearbeiter und Gruppenleiter im Generalstab des Heeres, in der Abteilung Fremde Heere Polen, und von März 1937 bis Kriegsbeginn als Gehilfe des Militärattaché in Paris. Engen Kontakt unterhielt er zu seinem Onkel Leo Geyr von Schweppenburg, von 1933 bis 1937 Militärattaché in London.
Während des Überfalls auf Polen diente Liebenstein zu Beginn des Zweiten Weltkriegs erneut im Generalstab, anschließend wurde er zum Ia der 17. Infanterie-Division abkommandiert, und im Februar 1940 zum Ia der 10. Panzer-Division ernannt. Ab Oktober 1940 war er Chef des Generalstabes der 2. Panzer-Armee unter Generaloberst Guderian. In dieser Funktion erhielt er am 26. Januar 1942 das Deutsche Kreuz in Gold.
Ab Juni 1942 war er Kommandeur des Panzerregiments 6 im Kaukasus, von Oktober bis Dezember 1942 Kommandeur der 3. Panzergrenadierbrigade und zuletzt Kommandeur der 164. leichten Afrika-Division unter Generalfeldmarschall Erwin Rommel in Tripolis und Tunesien. Im März 1943 erfolgte die Beförderung zum Generalmajor, am 10. Mai 1943 wurde er mit dem Ritterkreuz des Eisernen Kreuzes dekoriert. Zwei Tage später wurde seine Division bei Tunis vernichtet, und Liebenstein geriet in britische Kriegsgefangenschaft.
Wenige Tage nach seiner Ankunft in Trent Park, einem Sonderlager für Generäle nördlich von London, schloss er sich einer kleinen Gruppe um Wilhelm von Thoma an, die den Krieg für verloren hielt, sich abfällig über Hitler und den Nationalsozialismus äußerte und insbesondere die Kriegsverbrechen an der Ostfront verurteilte.
Nach Einschätzung des britischen Geheimdienstes, der die Gefangenen rund um die Uhr abhörte und umfangreiche Dossiers anfertigte, verfügte Liebenstein über einen weiteren politischen Horizont als viele andere Generäle und zeichnete sich durch ausgeprägten Humor aus, der sich u. a. gegen das NS-Regime richtete. Seine kritischen Ansichten seien mit Sicherheit nicht erst in der Gefangenschaft gewachsen. Er sprach fließend Französisch sowie gutes Englisch und galt als überzeugter Aristokrat, wenngleich weniger eingebildet als sein Freund Friedrich von Broich. Er lehnte jede Form der Diktatur ab und zeigte sich als Bewunderer und Kenner der englischen und französischen Kultur, insbesondere der Frauen, des Essens und des Weines. Den Italienern stand er wohlwollend gegenüber und machte Mussolini für deren Niedergang verantwortlich. Er erwies sich als begabter Künstler und verbrachte viel Zeit mit dem Malen von Aquarellen.
Nach seiner Rückkehr aus der Kriegsgefangenschaft, im April 1947, war Liebenstein zunächst als Unternehmer und ab 1950 als Leiter des Verkehrsamtes in Göppingen tätig. Am 1. Mai 1956 wurde er als Generalmajor in die Bundeswehr übernommen und zum Befehlshaber des Wehrbereichs V (Stuttgart) bestellt. Am 31. Dezember 1960, nach Abschluss der ersten Aufbauphase der Bundeswehr, schied er altersbedingt aus dem aktiven Dienst aus. Für seine Verdienste um den Aufbau der Bundeswehr wurde Liebenstein mit dem Großen Verdienstkreuz des Verdienstordens der Bundesrepublik Deutschland ausgezeichnet.
Er war verheiratet und hatte ein Kind.